# Lagoa Dourada
Lagoa Dourada é um município brasileiro do estado de Minas Gerais. Cidade histórica do Campo das Vertentes, de acordo com o censo realizado em 2022 sua população era de 12 769 habitantes. É cortada pela Estrada Real em seu perímetro urbano. Na zona rural são preservados marcos de seu passado.

## História

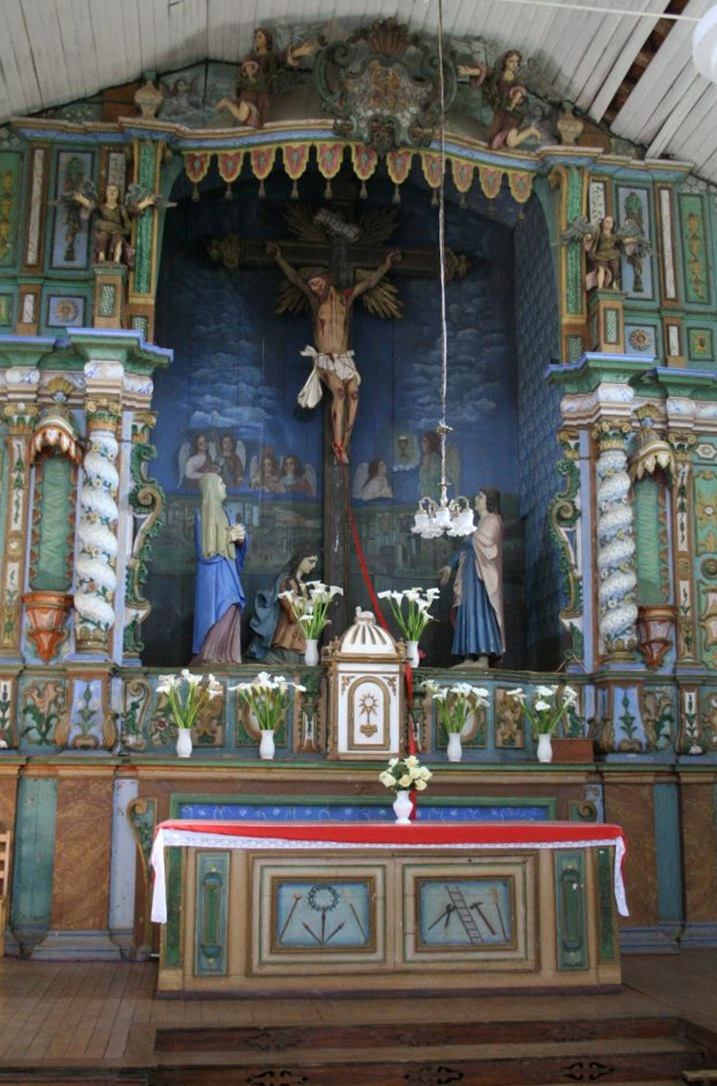
Altar da Igreja do Senhor Bom Jesus

O povoamento local começou quando a bandeira comandada por Oliveira Leitão descobriu ouro nas águas de uma pequena lagoa. Ao encontrarem ouro de aluvião na lagoa, os primeiros mineradores a chamaram de "Alagoa Dourada". Então, nasceu o povoado e as casas foram subindo a colina.
Por volta de 1717, a região já estava bem povoada e o arraial foi se formando com a chegada de novos "oureiros". Em 1734, Dom Frei Antônio de Guadalupe ergue, então, uma capela dedicada a Santo Antônio. Em 1750, o arraial é elevado a "Distrito da Paz". O coronel Antônio de Oliveira Leitão às suas custas, construiu um caminho novo que ligava São João del rei a Ouro Preto, passando pela então Alagoa Dourada, onde morava desde 1713. Demolida a antiga capela, construída em 1734, iniciou-se a construção da Matriz em 13 de julho de 1850. Muitos anos paralisada a construção foi reiniciada em 20 de junho de 1899, tendo sido contratado o empreiteiro Augusto Buzatti, italiano eque mudou-se para cidade. Em 1832, o nome original de Alagoa Dourada é alterado para Lagoa Dourada, uma referência à lagoa ali existente, muito rica em ouro. A antiga capela do Senhor do Bom Jesus foi destruída, em 1905, por vandalismo. A nova igreja, mal construída começou a ruir e novamente foi fechada. Só em 30 de maio de 1911 foi iniciada uma nova construção, feita também pelo empreiteiro Augusto Buzatti.
Após o esgotamento das jazidas auríferas, o arraial buscou alternativa na agricultura, principalmente, no milho e na produção do leite. Em 1892, o distrito passou a pertencer a Prados, e em 1911, foi finalmente emancipado.
Desde 2009 pesquisadores tentam restaurar a obra de um escultor barroco mineiro (também chamado de Mestre de Lagoa Dourada) que viveu e trabalhou na região do Campo das Vertentes entre o fim do século XVII e o início do XVIII.

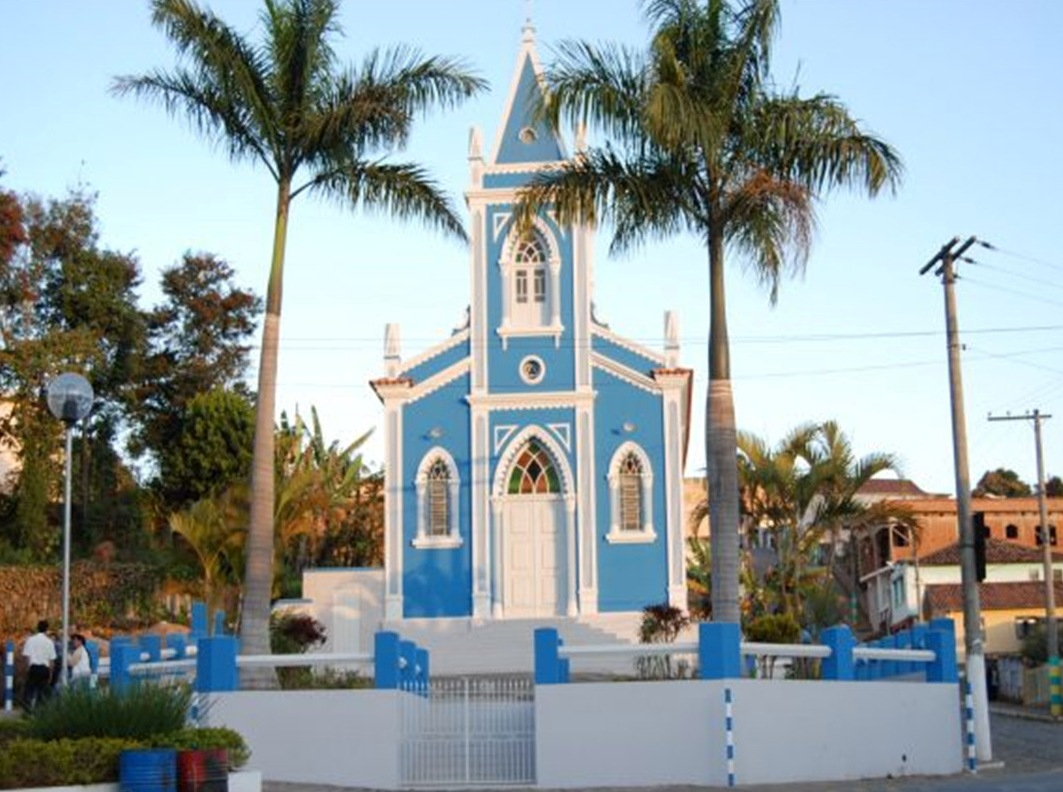
Igreja de Nossa Senhora do Rosário

## Geografia
A área urbana do município está situada sobre a formação da Serra das Vertentes, fazendo com que a cidade esteja dividida entre duas bacias hidrográficas diferentes.
Duas igrejas da cidade (Igreja Bom Jesus de Matosinhos e Igreja Matriz de Santo Antônio) estão exatamente no limite das bacias, fazendo com que seus telhados, nos dias de chuva, dividam as águas entre as bacias do rio São Francisco e a do rio da Prata. Nas igrejas, as águas que escorrem pelo lado direito seguem por algumas ruas até encontrarem córregos que as levam para o rio Carandaí, que desagua no rio das Mortes, que por sua vez encontra o rio Grande, afluente do rio Paraná, um dos formadores do rio da Prata que encontra o oceano Atlântico na divisa entre Uruguai e Argentina.
Já as águas que escorrem pelo lado esquerdo dos telhados das igrejas seguem por algumas ruas e córregos até encontrarem o rio Brumado, afluente do rio Paraopeba, que segue até a represa de Três Marias encontrando-se com o rio São Francisco. Por sua vez, ele segue seu caminho até o Atlântico cortando o Nordeste brasileiro e terminando na divisa entre os estados de Alagoas e Sergipe. Em frente à igreja matriz de Santo Antônio de Lagoa Dourada existe a Praça das Vertentes simbolizando e marcando o fato peculiar e único do local.
Conforme a classificação geográfica mais moderna (2017) do IBGE, Lagoa Dourada é um município da Região Geográfica Imediata de São João del-Rei, na Região Geográfica Intermediária de Barbacena.

### Circunscrição eclesiástica
A paróquia Santo Antônio pertence à Diocese de São João del-Rei.

## Capital do rocambole
Lagoa Dourada é considerada a capital nacional do rocambole. Pela cidade existem várias lojas dedicadas ao doce, principalmente em um trecho da rua Miguel Youssef. Essa rua recebe o nome de um libanês que introduziu a produção de rocambole na cidade e transmitiu a receita do doce para os filhos e netos, mantendo a tradição do rocambole até os dias atuais.